# PK (kulomet)

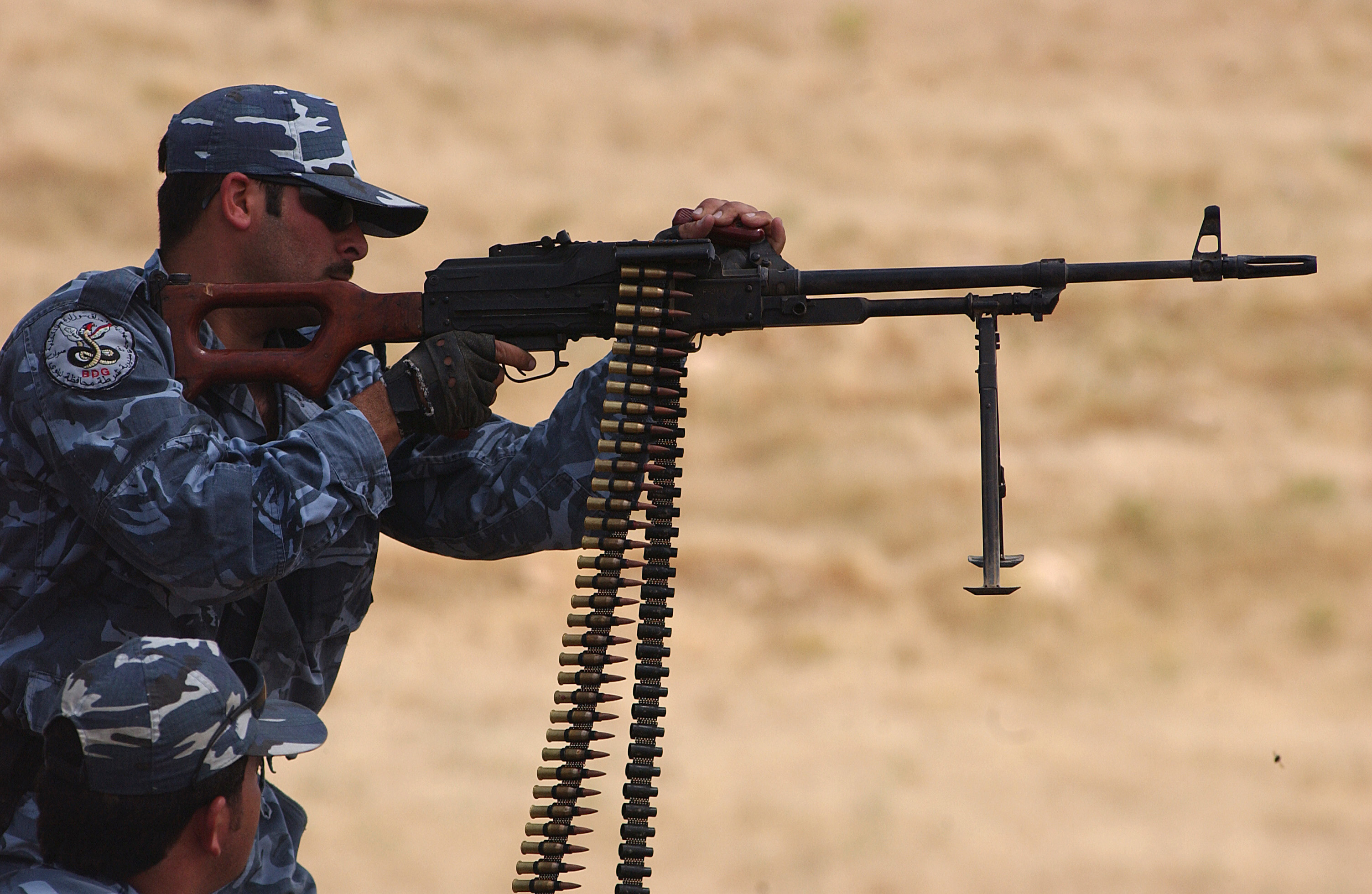
Irácký policista střílející z PKM

Kulomet PK (rusky: Пулемёт Калашникова, Pulemjot Kalašnikova) je univerzální  kulomet sovětské výroby, který byl zkonstruován v roce 1961. Kulomet používá střelivo 7,62 × 54mmR podávaného kovovým nábojovým pásem.

## Historie
V roce 1961 Kalašnikov zkonstruoval sérii zbraní PK a ve stejném roce byl zaveden do výzbroje kulomet PK. V roce 1969 představil Kalašnikov modernizovanou zbraň s názvem PKM (Пулемет Калашникова Модернизированный, Pulemjot Kalašnikova Modernizirovannyj). Zbraň PKM byla lehčí, účinnější a přesnější než její předchůdci. Kulomet využívá modifikovaného systému Kalašnikov s originálním nabíjecím mechanizmem.
Brzy po svém zavedení do výzbroje se začal dovážet do států Varšavské smlouvy a spojeneckých zemí celého světa. Severovietnamská armáda jej používala za vietnamské války. Kulomet PK je určen jako podpůrná zbraň roty. Je to odolná a spolehlivá zbraň srovnatelné třídy jako FN MAG používající puškový náboj ráže 7,62 mm.

## Popis
Kulomet funguje na principu odběru povýstřelových plynů, kterou jsou odváděny na plynový píst uložený pod hlavní. Závěr je uzamčen rotačním závorníkem. Zbraň střílí z otevřeného závěru a kromě verze PKP je vybavena rychle vyměnitelnou hlavní.

## Varianty
- PK – základní verze s dvojnožkou
- PKM – vylepšená odlehčená základní verze s dvojnožkou
- PKN/PKMN – verze PK nebo PKM s lištou na levé straně zbraně pro noční zaměřovače
- PKS/PKMS – verze na trojnožce
- PKSN/PKMSN – verze PKS nebo PKMS s lištou na levé straně zbraně pro noční zaměřovače
- PKT/PKMT – tanková verze užívaná také jako spřažený kulomet
- PKB/PKMB – verze montovaná na obrněná vozidla